# Josef Huchler
Josef Huchler (* 2. Januar 1936 in Baltringen; †  9. Januar 2007 in Biberach an der Riß) war ein Politiker der Partei Die Republikaner (REP). Er war katholisch und hatte sechs Kinder.

## Beruflicher Werdegang
Von 1942 bis 1950 besuchte Josef Huchler die Volksschule in Baltringen. Daran schloss sich in den Jahren 1951–1953 eine Maurerlehre an, welche er mit der Gesellenprüfung erfolgreich abschloss. Im Jahre 1962 folgte dann die Meisterprüfung. In den Jahren 1962 bis 1964 war er Angestellter in der Bauabteilung der Firma Thomae in Biberach an der Riß. Seit 1964 war er selbständiger Bauunternehmer.

## Politische Karriere
1972 bis 1994 war Huchler Gemeinderat der „Freien Wähler“ in Warthausen. Im Herbst 1994 wurde er Mitglied bei den Republikanern. Von 16. April 1996 bis 31. Mai 2001 war er Mitglied des Landtages von Baden-Württemberg, er zog über ein Zweitmandat im 66. Wahlkreis Biberach ein.
| Personendaten    | Personendaten                                  |
| ---------------- | ---------------------------------------------- |
| NAME             | Huchler, Josef                                 |
| KURZBESCHREIBUNG | deutscher Politiker (REP), MdL und Unternehmer |
| GEBURTSDATUM     | 2. Januar 1936                                 |
| GEBURTSORT       | Baltringen, Kreis Biberach                     |
| STERBEDATUM      | 9. Januar 2007                                 |
| STERBEORT        | Biberach an der Riß                            |